# محرك رولز رويس كوندور
محرك رولز-رويس كوندور (Rolls-Royce Condor)، هو نسخة أكبر من محرك رولز-رويس إيغل، يُنتج قدرة تصل إلى 675 حصانًا (ما يعادل 503 كيلوواط). اشتغل هذا المحرك لأول مرة في عام 1918، وقد تم تسجيل إنتاج 327 وحدة منه.

## النسخ المختلفة من المحرك
| النسخة            | سنوات الإنتاج | القدرة الحصانية | المواصفات المميزة                                                  | عدد الوحدات المنتجة | مكان الإنتاج |
| ----------------- | ------------- | --------------- | ------------------------------------------------------------------ | ------------------- | ------------ |
| كوندور I          | 1920–1921     | 600 حصان        | —                                                                  | 72                  | ديربي        |
| كوندور IA         | —             | —               | تسمية بديلة لمحرك كوندور II                                        | —                   | —            |
| كوندور II         | 1921          | 650 حصان        | نسبة تخفيض التروس معدّلة، نسبة انضغاط 1:5.17                        | 34                  | ديربي        |
| كوندور III        | 1923–1927     | 650–670 حصان    | نسبة انضغاط 1:6.5، إعادة تصميم أذرع التوصيل                        | 196                 | ديربي        |
| كوندور IIIA       | 1925          | 650–665 حصان    | تحسين في تصميم ومادة كراسي التحميل الرئيسية                        | —                   | —            |
| كوندور IIIB       | 1930          | 650 حصان        | نسبة تخفيض تروس 1:0.477، إعادة تصميم لعلبة المرافق والعمود المرفقي | —                   | —            |
| كوندور IV         | 1925          | 750 حصان        | دفع مباشر، نظام تثبيت محرك معدّل                                    | 13                  | ديربي        |
| كوندور IVA        | 1927          | 750 حصان        | —                                                                  | 9                   | ديربي        |
| كوندور V          | 1925          | —               | مماثل لـ IIIA مع شاحن توربيني من مرحلتين، لم يُستخدم في الطيران     | 1                   | ديربي        |
| كوندور VII        | —             | —               | نسخة دفع مباشر من Condor IIIA                                      | 2                   | ديربي        |
| كوندور C.I (ديزل) | 1932          | 480 حصان        | اشتعال بالانضغاط (ديزل)، تم اختباره واستخدامه في الطيران           | 2 (اختبار فقط)      | —            |

## نسخة الديزل
في عام 1932، أطلق سلاح الجو البريطاني مشروعًا لتحويل محرك كوندور العامل بالبنزين إلى نظام اشتعال بالانضغاط (ديزل). تم تطوير هذا التحويل في منشأة الطيران الملكية في فارنبورو، بالتعاون مع شركة رولز-رويس. وقد احتفظ المحرك الجديد بنفس تصميم المحرك الأصلي من حيث الشكل العام وأبعاد الأسطوانة والشوط، لكن نسبة الانضغاط زادت إلى 12.5:1. ونظرًا للحاجة إلى تعزيز البنية لتحمل الضغوط الأكبر الناتجة عن التشغيل بالديزل، ارتفع وزن المحرك إلى 1504 أرطال (682 كغم). عند أقصى سرعة دوران تبلغ 2000 دورة في الدقيقة، بلغت قدرة المحرك 500 حصان (373 كيلوواط)، بنسبة قدرة إلى وزن تعادل 0.33 حصان لكل رطل.
اجتاز هذا المحرك اختبار الطيران المدني لمدة 50 ساعة الخاص بمحركات الاشتعال بالضغط، ليصبح ثاني محرك بريطاني يحقق هذا الإنجاز بعد محرك "بيردمور تورنادو" الأكبر حجمًا والمستخدم في المنطاد آر ١٠١. وقد تم تركيب محرك كوندور الديزل تجريبيًا على طائرة من طراز Hawker Horsley لاختبار أداء محركات الديزل في ظروف الطيران العملي.